# Maison du chevalier de Saint-Georges
La maison du chevalier de Saint-Georges (en allemand Haus zum Ritter St. Georg) ou auberge du chevalier de Saint-Georges est une maison à pignon sur rue construite en 1592 pour Charles Bélier, un marchand huguenot, selon l'architecture de la période et, la plus ancienne maison existant encore à Heidelberg, en Allemagne. Située sur la Hauptstraße (rue Principale), en face de l'église du Saint-Esprit dans la vieille ville, elle est le seul édifice privé qui ne fut pas détruit lors du sac du Palatinat en 1688-1689.

## Architecture de l'édifice
Cette maison de six étages est construite en grès rouge. La façade comporte de nombreuses sculptures et inscriptions latines. Le nom de la maison provient du buste du chevalier saint Georges qui surmonte le pignon.

## Affectation de l'immeuble
Depuis la fin de la guerre de Trente Ans en 1648, la maison du chevalier de Saint-Georges est utilisée comme auberge ou hôtel, à l'exception de la décennie 1693-1703 pendant laquelle elle faisait office de mairie (Rathaus).

## Destruction de la ville de Heidelberg
De 1689 à 1693, un conflit dynastique et religieux,  dans lequel le royaume de France est engagé, oppose les monarchies européennes. Le 13 janvier 1689, François Michel Le Tellier de Louvois, dit Louvois, ministre de Louis XIV, transmet l'ordre[réf. nécessaire] de détruire Heidelberg et Mannheim. Durant la dévastation des villes du Palatinat, au moment de la retraite des troupes françaises, en janvier, puis mai-juin 1689, la ville de Heidelberg est complètement détruite, à l'exception de l'auberge du chevalier de Saint-Georges qui prend dès lors une valeur symbolique.

« Le matin, je m’en vais, et d’abord (pardonnez-moi une expression effrontément risquée, mais qui rend ma pensée), je passe, pour faire déjeuner mon esprit, devant la maison du chevalier de Saint-Georges. C’est vraiment un ravissant édifice. Figurez-vous trois étages à croisées étroites supportant un fronton triangulaire à grosses volutes bouclées à jour ; tout au travers de ces trois étages deux tourelles-espions à faîtages fantasques, faisant saillie sur la rue ; enfin toute cette façade en grès rouge, sculptée, ciselée, fouillée, tantôt goguenarde, tantôt sévère, et couverte du haut en bas d’arabesques, de médaillons et de bustes dorés. Quand le poète qui bâtissait cette maison l’eut terminée, il écrivit en lettres d’or, au milieu du frontispice, ce verset obéissant et religieux : Si Jehova non ædificet domum, frustra laborant ædificantes eam.

C’était en 1595. Vingt-cinq ans après, en 1620, la guerre de trente ans commença par la bataille du Mont-Blanc, près de Prague, et se continua jusqu’à la paix de Westphalie, en 1648. Pendant cette longue iliade dont Gustave-Adolphe fut l’Achille, Heidelberg, quatre fois assiégée, prise et reprise, deux fois bombardée, fut incendiée en 1635.

Une seule maison échappa à l’embrasement, celle de 1595.

Toutes les autres, qui avaient été bâties sans le seigneur, brûlèrent de fond en comble. »

— Victor Hugo, Le Rhin : lettre XXVIII, p. 1-47.